# Герб Княгинина (Кам'янець-Подільський район)
Герб Княгинина — офіційний символ села Княгинин Кам'янець-Подільського району Хмельницької області, затверджений рішенням №10 XXVI сесії сільської ради VII скликання від 15 червня 2018 року. Авторами герба є В.М.Напиткін та К.М.Богатов.

## Опис
В зеленому щиті княжа корона, з якої росте золотий дуб. Щит вписаний у декоративний картуш і увінчаний золотою сільською короною. Унизу картуша напис "КНЯГИНИН".

## Символіка
Герб символізує назву села. Дуб в геральдиці - символ мудрості і влади.